# Плунгян, Владимир Александрович
Влади́мир Алекса́ндрович Плунгя́н (род. 13 сентября 1960, Москва) — российский лингвист, специалист в области типологии и грамматической теории, морфологии, корпусной лингвистики, африканистики, поэтики.
Действительный член РАН (2016, член-корреспондент с 2009), доктор филологических наук (1998), сотрудник Института языкознания РАН и Института русского языка им. В. В. Виноградова РАН, профессор МГУ им. М. В. Ломоносова. Член Европейской академии.
В 2011 году стал лауреатом премии «Просветитель» за книгу «Почему языки такие разные».

## Биография
Сын Александра Марковича Плунгяна (1924—2019), авиационного инженера и переводчика, друга юности Ю. В. Кнорозова и В. Д. Берестова, человека широких гуманитарных интересов, знатока нескольких европейских языков. В 1982 году окончил Отделение структурной и прикладной лингвистики филологического факультета МГУ. В студенческие годы участвовал в дагестанских лингвистических экспедициях ОСиПЛ по изучению табасаранского языка (с. Дюбек, 1979 год), андийского языка (с. Анди, 1981 год) и чамалинского языка (с. Гигатль, 1982 год). Защитил дипломную работу «Оценка вероятности как разновидность модального значения» (научный руководитель А. Е. Кибрик).
Учился в аспирантуре Института языкознания АН СССР, в 1987 году защитил кандидатскую диссертацию: «Словообразование и словоизменение в глагольной системе агглютинативного языка (на материале догон)» (научный руководитель Н. В. Охотина). В 1998 году в МГУ им. М. В. Ломоносова защитил докторскую диссертацию: «Грамматические категории, их аналоги и заместители»; официальные оппоненты — Т. В. Булыгина, М. В. Всеволодова, В. И. Подлесская.
Заведующий сектором типологии Института языкознания РАН (с 2004) и отделом корпусной лингвистики и лингвистической поэтики Института русского языка им. В. В. Виноградова РАН (с 2006 года); с 2013 года — также заместитель директора Института русского языка им. В. В. Виноградова РАН. Преподаёт на кафедре теоретической и прикладной лингвистики филологического факультета МГУ (с 1989); заведующий кафедрой (2013—2017). В разные годы преподавал также во многих других вузах Москвы, в том числе в РГГУ. Работал в ряде научных центров Европы (в Бельгии, Германии, Испании, Норвегии, Франции, Швеции и др.); занимался полевой работой в Африке (Мали), на Кавказе (Дагестан, Армения), на севере России, в Поволжье, на Памире.
В 2009 году избран членом-корреспондентом РАН по Отделению историко-филологических наук, в 2016 году — действительным членом РАН.
Член редколлегии, ответственный секретарь, с 2016 года — главный редактор журнала «Вопросы языкознания»; входит в состав редколлегии журналов «Известия РАН. Серия литературы и языка» и «Русский язык в научном освещении». Член международной Ассоциации лингвистической типологии, Общества славянской лингвистики и Европейского лингвистического общества. В 2017 году избран членом Европейской академии наук.

## Семья
Женат на лингвистке Екатерине Рахилиной.
- Старшая дочь — искусствовед Надежда Плунгян (род. 1983).

## Научная деятельность
Основная область научных интересов — общая морфология, теория грамматики и грамматическая типология (прежде всего, типология глагольных категорий); занимается также проблемами корпусной лингвистики, грамматической и лексической семантики, лексикографии, полевой лингвистики, поэтики и др. На протяжении более 20 лет — сотрудник Отдела африканских языков Института языкознания РАН; в 1984—1994 годах систематически занимался изучением языков группы догон (Мали), принимал участие в международной лингвистической экспедиции в Мали (осенью и зимой 1992 года). Им опубликован целый ряд статей и две монографии по языкам догон (в частности, впервые описан один из наиболее крупных представителей этой группы, томмо-со). Помимо языков Африки, в разные периоды исследовал также различные языки Кавказа, Океании, финно-угорские языки России (в том числе участвовал в подготовке словаря языка бесермян), памирские языки и др. Большое количество работ В. А. Плунгяна посвящено русской грамматике и лексике.
В области грамматической типологии уточнил классификацию грамматических категорий в языках мира, описал ряд новых грамматических категорий глагола, предложил оригинальную классификацию значений модальности (совместно с бельгийским типологом Йоханом ван дер Ауверой), эвиденциальности, аспекта. Им введены в грамматическую типологию такие понятия, как «универсальный грамматический набор», «семантическая зона», «глагольная ориентация», «вторичный аспект», «сверхпрошлое», «ретроспективный сдвиг», «антирезультатив» и др.
С 1990-х годов уделяет много внимания развитию корпусных методов исследования языка. Один из создателей Национального корпуса русского языка, инициатор программы создания корпусов языков народов России и других стран (в том числе восточноармянского, идиша, таджикского и др.). Один из руководителей проекта корпусной грамматики современного русского языка (работа над которой ведётся в Институте русского языка им. В. В. Виноградова РАН с 2015 года).
Автор ряда исследований по метрике русской поэзии XIX—XX веков, в особенности по типологии русских неклассических метров.
С конца 1980-х годов активно занимается преподаванием лингвистических дисциплин в вузах; под его руководством защищено более 30 кандидатских диссертаций. Основной теоретический курс (читавшийся для студентов ОТиПЛ МГУ) — «Общая морфология»; в 2000 году на основе данного курса был опубликован учебник «Общая морфология: введение в проблематику». Кроме того, в разные годы читал курсы «Русская морфология», «Языки мира и языковые ареалы», «Введение в теорию языка», вёл большое количество спецкурсов и спецсеминаров («Принципы описания грамматических категорий», «Введение в грамматическую типологию», «Типология глагольных систем в языках мира», «Типология модальности», «Латинский язык: грамматика и поэзия», «Введение в изучение русского стиха», «Параллельные корпуса в лингвистической типологии», и др.).
Начиная со студенческих лет активно занимается полевыми исследованиями (языки России и бывшего СССР, Западной Африки). С 2018 г. совершил несколько экспедиций на Западный Памир для изучения памирских языков, в особенности шугнанского.
В 1996 году Плунгян написал научно-популярную книгу о лингвистике «Почему языки такие разные?». В 2011 году после очередного переиздания она была удостоена премии «Просветитель» в номинации «Гуманитарные науки».

## Публикации

### Ключевые работы
Монографии
- Глагол в агглютинативном языке (на материале догон). М.: Институт языкознания РАН, 1992.
- Путеводитель по дискурсивным словам русского языка. М.: Помовский и партнёры, 1993 (с А. Н. Барановым и Е. В. Рахилиной).
- Dogon. Mϋnchen: LINCOM Europa, 1995 (Languages of the World/Materials; 64).
- Почему языки такие разные?. М.: Русские словари, 1996. (2-е изд., испр., 2001.) — 303 с.; Почему языки такие разные. М.: АСТ-Пресс Книга, 2010. (3-е изд.) — 272 с. — ISBN 978-5-462-01073-6.
- Грамматические категории, их аналоги и заместители. Диссертация на соискание учёной степени доктора филологических наук. Москва, 1998. Автореферат Архивная копия от 24 января 2022 на Wayback Machine
- Общая морфология: Введение в проблематику. М.: Эдиториал УРСС, 2000. — 384 с. — ISBN 5-354-00314-8; 2-е изд., 2003; 3 изд. (испр. и доп.) 2009; 4 изд. 2012; 5 изд. 2016.
  - Перевод на хорватский язык: V. A. Plungjan. Opća morfologija i gramatička semantika. Uvod u problematiku / Preveo Petar Vuković. Zagreb: Srednja Europa, 2016. XX, 552 str. ISBN 978-953-7963-48-4[18]
- Введение в грамматическую семантику: Грамматические значения и грамматические системы языков мира. М.: РГГУ, 2011. — 672 с. — ISBN 978-5-7281-1122-1 (по итогам конкурса «Лучшие книги года» 26 апреля 2012 г. получило номинацию «Лучшая учебная книга»)[19]
  - Перевод на литовский язык: Vladimir Plungian, Gramatinių kategorijų tipologija 1 (iš rusiško rankraščio vertė Jurgis Pakerys). — Vilnius: Vilniaus universitetas, 2010. — 272 p. — ISBN 978-609-95126-3-1; Gramatinių kategorijų tipologija 2. Vilnius: Vilniaus universitetas, Asociacija «Academia Salensis», 2011. — 339 p. — ISBN 978-609-95126-4-8.
- Поэзия: Учебник / Азарова Н. М., Корчагин К. М., Кузьмин Д. В., Орехов Б. В., Плунгян В. А., Суслова Е. В. М.: О. Г.И, 2016. — 886 с. ISBN 978-5-94282-782-3.

Составительская и редакторская работа
- Vox Camenae — Голос музы: Антология латинской лирики с комментариями и русскими переводами. / Сост., предисл., коммент. и пер. В. А. Плунгяна. М.: Прогресс; Велес, 1998. — 253 с ISBN 5-01-004492-7
- Исследования по теории грамматики. Вып. 1. Глагольные категории. / Ред. В. А. Плунгян. М.: Русские словари, 2001. — 312 с. ISBN 5-93259-027-0.
- Исследования по теории грамматики. Вып. 2. Грамматикализация пространственных значений / Ред. В. А. Плунгян. М.: Русские словари, 2002. — 339 с. ISBN 5-93259-035-1.
- Языки мира. Типология. Уралистика. Памяти Т. Ждановой. Статьи и воспоминания / Сост. В. А. Плунгян, А. Ю. Урманчиева. М.: Индрик, 2002. — 720 с. ISBN 5-85759-218-6.
- Маслов Ю. С. Избранные труды: Аспектология; Общее языкознание. / Ред.-сост. А. В. Бондарко, Т. А. Майсак, В. А. Плунгян. М: Языки славянской культуры, 2004. {Классики отечественной филологии} — 840 с ISBN 5-94457-187-X
- Исследования по теории грамматики. Вып. 3. Ирреалис и ирреальность. / Ред. Ю. А. Ландер, В. А. Плунгян, А. Ю. Урманчиева. М.: Гнозис, 2004. — 476 с. ISBN 5-94244-001-8.
- Исследования по теории грамматики. Вып. 4: Грамматические категории в дискурсе. / Ред. В. Ю. Гусев, В. А. Плунгян, А. Ю. Урманчиева. М.: Гнозис, 2008. 487 c. ISBN 978-5-94244-022-0.
- Исследования по теории грамматики. Вып. 6: Типология аспектуальных систем и категорий. / Ред. Е. В. Головко, М. А. Даниэль, В. А. Плунгян, Кс. П. Семёнова. СПб.: Наука, 2012. (Acta Linguistica Petropolitana, Т. VIII, Ч. 2.) — 1024 с. ISBN 978-5-02-038306-7 (PDF Архивная копия от 24 января 2022 на Wayback Machine)
- Исследования по теории грамматики. Вып. 7: Типология перфекта / Ред. Т. А. Майсак, В. А. Плунгян, Кс. П. Семёнова. СПб.: Наука, 2016. — 840 с. (Acta Linguistica Petropolitana, Т. XII, Ч. 2.) — 840 с. ISBN 978-5-02-039626-5 (PDF Архивная копия от 15 марта 2022 на Wayback Machine)

### Избранные сетевые публикации
Статьи
- Владимир Плунгян. О (бес)конечности языка (22 октября 1999) Архивная копия от 24 января 2022 на Wayback Machine
- Владимир Плунгян. Лингвистика катастроф Архивная копия от 21 января 2022 на Wayback Machine // Итоги № 30 (216), 25 июля 2000
- Владимир Плунгян. Зачем мы делаем Национальный корпус русского языка? Архивная копия от 24 января 2022 на Wayback Machine // Отечественные записки. 2005. № 2.

Выступления
- Русский язык (передача из цикла «Россия как цивилизация») Архивная копия от 24 января 2022 на Wayback Machine // Радио «Свобода», 10-12-2000
- Круглый стол «ЗС»: Русский язык как картина мира Архивная копия от 15 июля 2009 на Wayback Machine // Знание — Сила, 8/05
- Почему современная лингвистика должна быть лингвистикой корпусов? Архивная копия от 26 октября 2009 на Wayback Machine Лекция Полит.ру (23 октября 2009)
- Падежей больше шести Архивная копия от 10 января 2014 на Wayback Machine // Беседа на радио «Вести FM», 2010
- Владимир Плунгян: «Плохие люди бывают, а вот плохих языков я не встречал никогда» Архивная копия от 25 января 2022 на Wayback Machine // ПостНаука (21.05.2012)
- Языки Африки Архивная копия от 25 января 2022 на Wayback Machine // Лекция в проекте ПостНаука (04.06.2012)
- Грамматические категории Архивная копия от 24 января 2022 на Wayback Machine // Лекция в проекте ПостНаука (26.06.2012)
- Разнообразие языков человечества: Онлайн-лекция Архивная копия от 24 января 2022 на Wayback Machine (2012)
- Владимир Плунгян в программе «Перспективы»: Корпусная лингвистика и корпус русского языка Архивная копия от 24 января 2022 на Wayback Machine (2013)